# 湖山乡 (遂昌县)
湖山乡，是中华人民共和国浙江省丽水市遂昌县下辖的一个乡镇级行政单位。

## 行政区划
湖山乡下辖以下地区：
湖山村、三归村、湖方村、珠村畈村、坪峰村、长安村、红星坪村、黄泥岭村、福罗淤村、奕山村和姚岭村。